# Sayed Agha Qayumi
 (juin 2025).
 (juin 2025).
Si vous disposez d'ouvrages ou d'articles de référence ou si vous connaissez des sites web de qualité traitant du thème abordé ici, merci de compléter l'article en donnant les références utiles à sa vérifiabilité et en les liant à la section « Notes et références ».
 (juin 2025).
 (juin 2025).
Améliorez-le ou discutez des points à vérifier. 

Conférence en Australie, 2008

Au Parlement afghan

Sayed Agha Qayumi (né en 1967 dans les districts de Khost et Farang, province de Baghlan) est un homme politique afghan. Il a été député représentant la province de Baghlan lors de la quinzième législature de la Chambre des représentants afghane. Il est également actif dans la société civile afghane et a participé à plusieurs Loya Jirgas nationales, notamment la Loya Jirga constitutionnelle et les Jirgas de la paix. Sur le plan international, il a représenté le Parlement afghan lors des réunions de l’Union interparlementaire (UIP).

## Biographie
Sayed Agha Qayumi est né en 1967 dans les districts de Khost et Farang, situés dans la province de Baghlan, en Afghanistan. Sa carrière politique lui a permis d’occuper plusieurs fonctions, incluant des responsabilités au sein d’instances décisionnelles provinciales et nationales, où il a défendu les intérêts de la population locale ainsi que la représentation de Baghlan au niveau international.

## Activités
- Gouverneur de district et maire des districts de Khost et Farang.
- Représentant de Baghlan à la grande assemblée constitutionnelle.
- Membre de la Commission des affaires de défense et de sécurité nationales à la Chambre des représentants.
- Participant à la Loya Jirga constitutionnelle organisée après l’invasion internationale en Afghanistan (2003).
- Participant à deux grandes Jirgas nationales consacrées à la paix.
- Représentant de l’Afghanistan à la troisième Conférence mondiale des parlements en 2010 organisée par l’Union interparlementaire[2].
- Membre actif de l’Association de la société civile du Badakhshan.

## Sources
1. ↑  (en) Peter Veness, « MP denies Afghanistan is terror central », sur The Sydney Morning Herald, 11 novembre 2008 (consulté le 29 juin 2025)
2. ↑  « Déclaration – Conférence mondiale des parlements 2010 », sur IPU (consulté en juin 2025)